# Emilian Lăzărescu

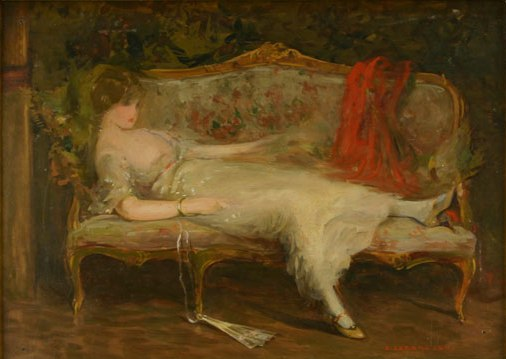
Emilian Lăzărescu - Femeie culcată pe canapea

Emilian Lăzărescu (n. 22 noiembrie 1878, București – d. 20 aprilie 1934, București), cunoscut în Franța ca Emilian Lazaresco, a fost un pictor român.

## Viața și opera
Admis la 23 octombrie 1904 la Școala de Arte Frumoase din București, apoi la SNBA, ca audient liber în atelierul lui Ernest Hebert (1817-1908); este admis definitiv, la 29 octombrie 1905, în atelierul lui Leon Bonnat (1833-1922) și Luc-Olivier Merson (1846-1920), între 1906 si 1910 fiind bursier. A expus la București, la Salonul  Oficial din 1925, la expozițiile Tinerimii Artistice în 1919 și 1920, a organizat mai multe expoziții personale în 1910, 1911, 1913, 1915, 1918, 1922, apoi, în 1924 la Ateneul Român, împreună cu Richard Canisius (1872-1934), în 1925 la Casa Artei, în decembrie 1929, la Ateneu, în 1930 la sala Dalles, în 1933 și 1934.

## Galerie

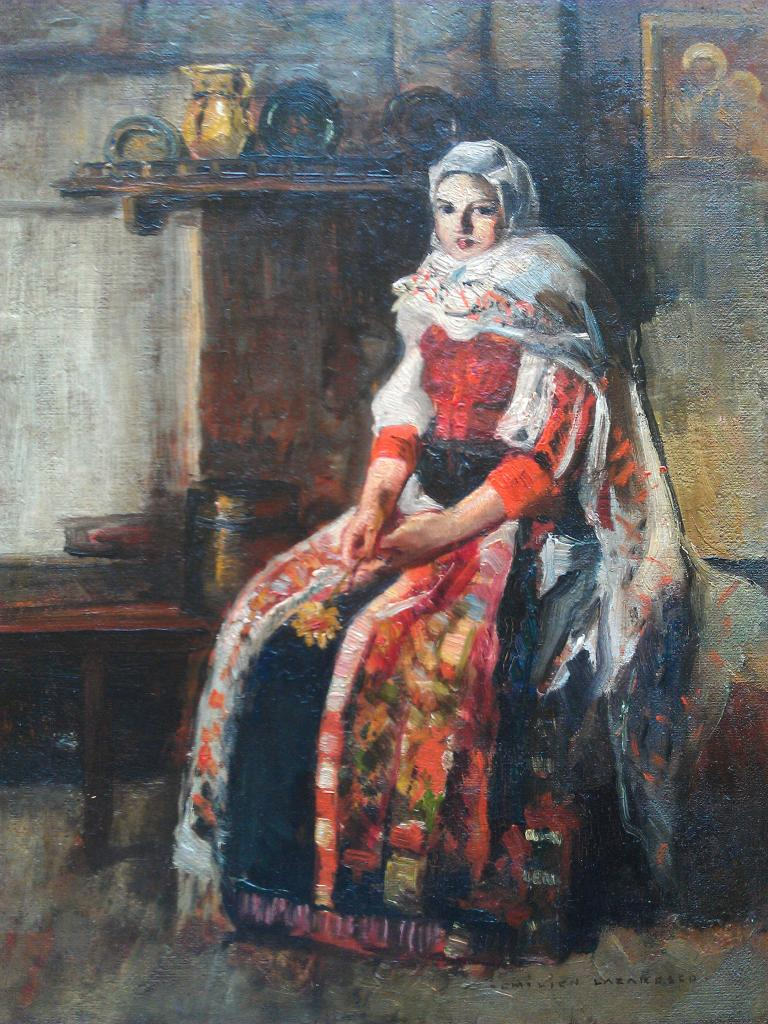
Țărancă din România
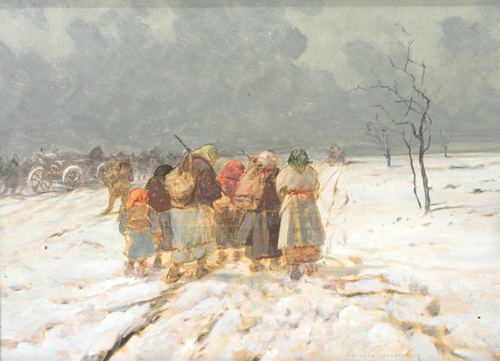
Pribegie
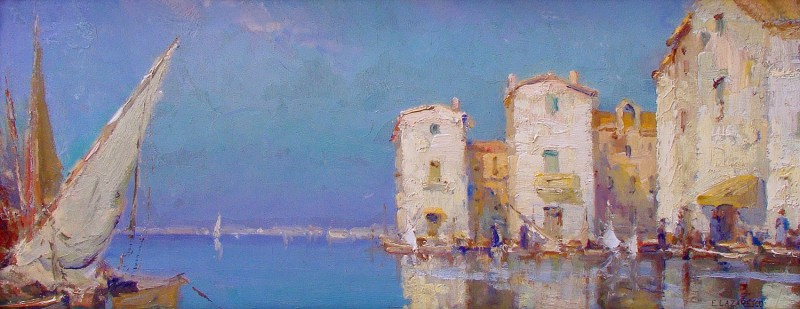
Peisaj marin
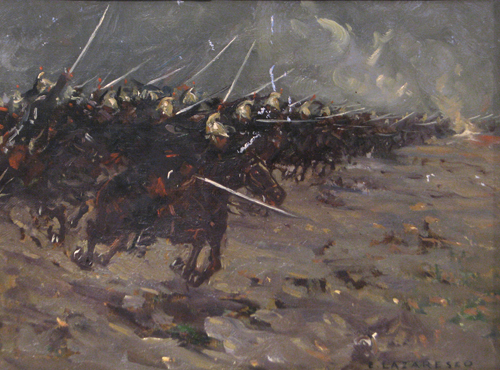
Sarja de cavalerie
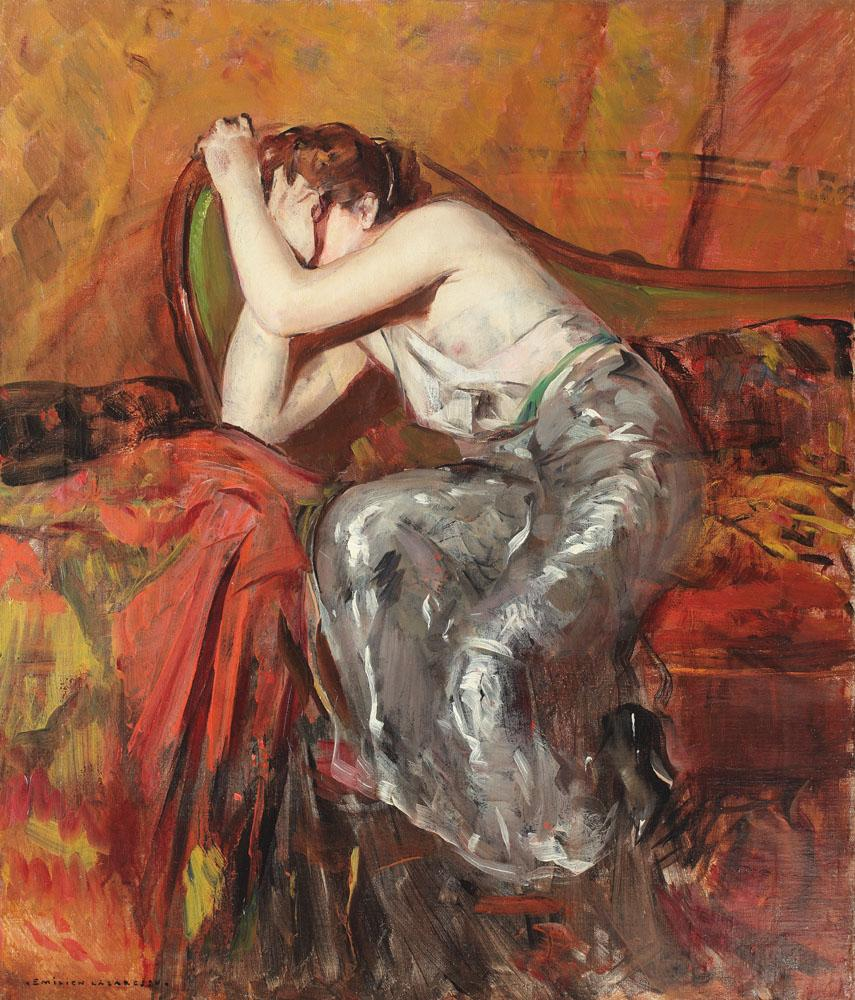
Pudica
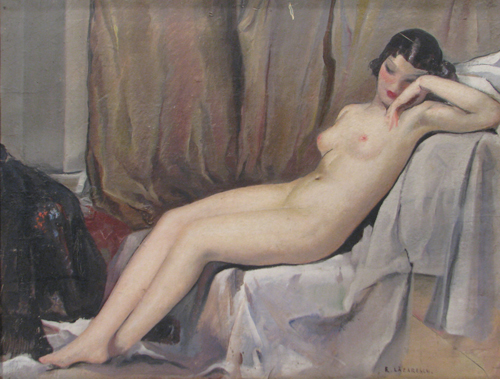
Odihna
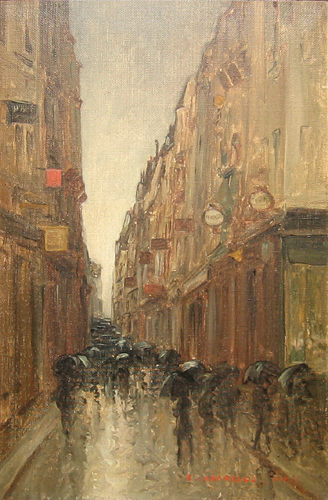
Strada pariziana
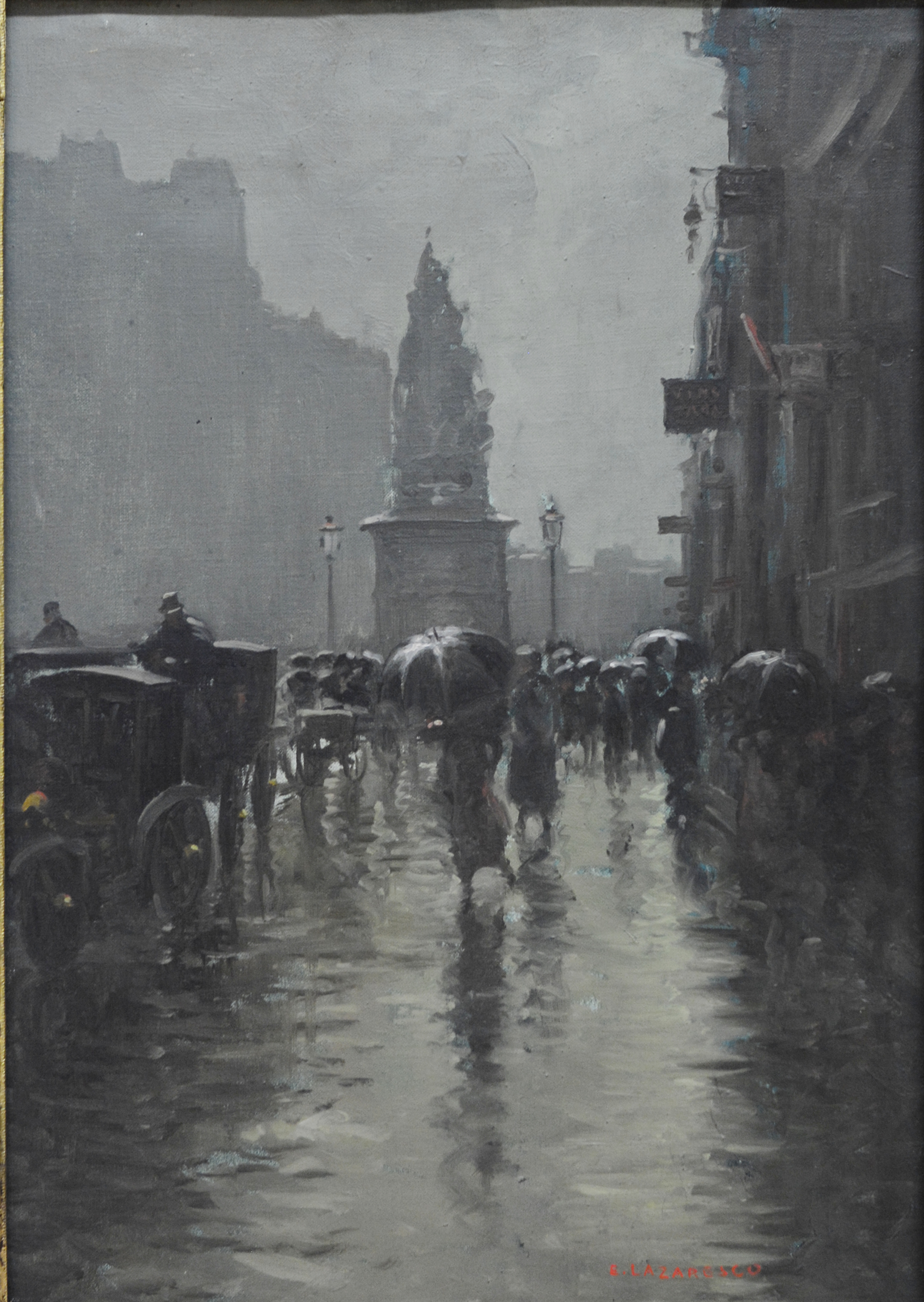
Stradă pe ploaie
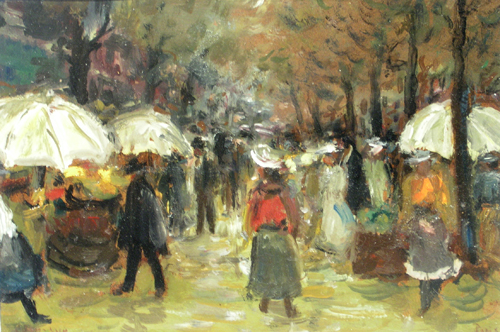
Peisaj parizian
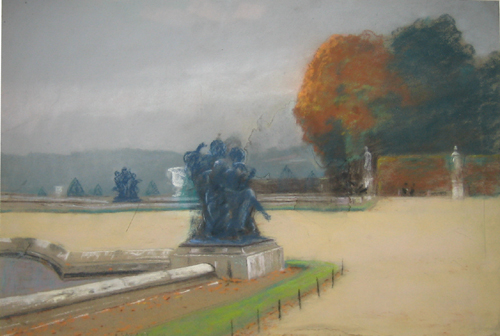
Le Jardin des Tuileries
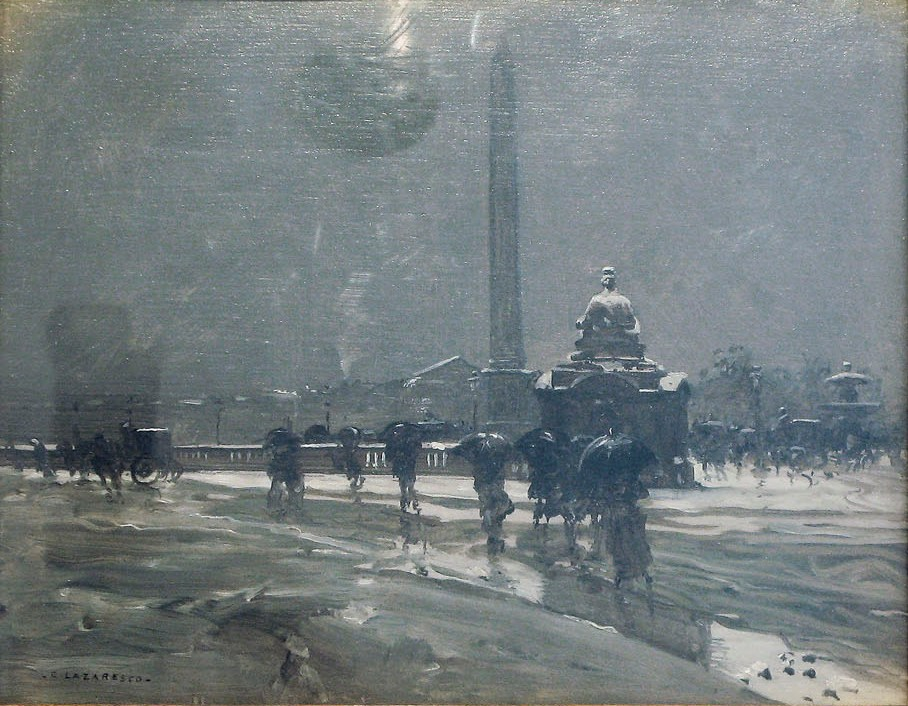
Piaţă din Paris
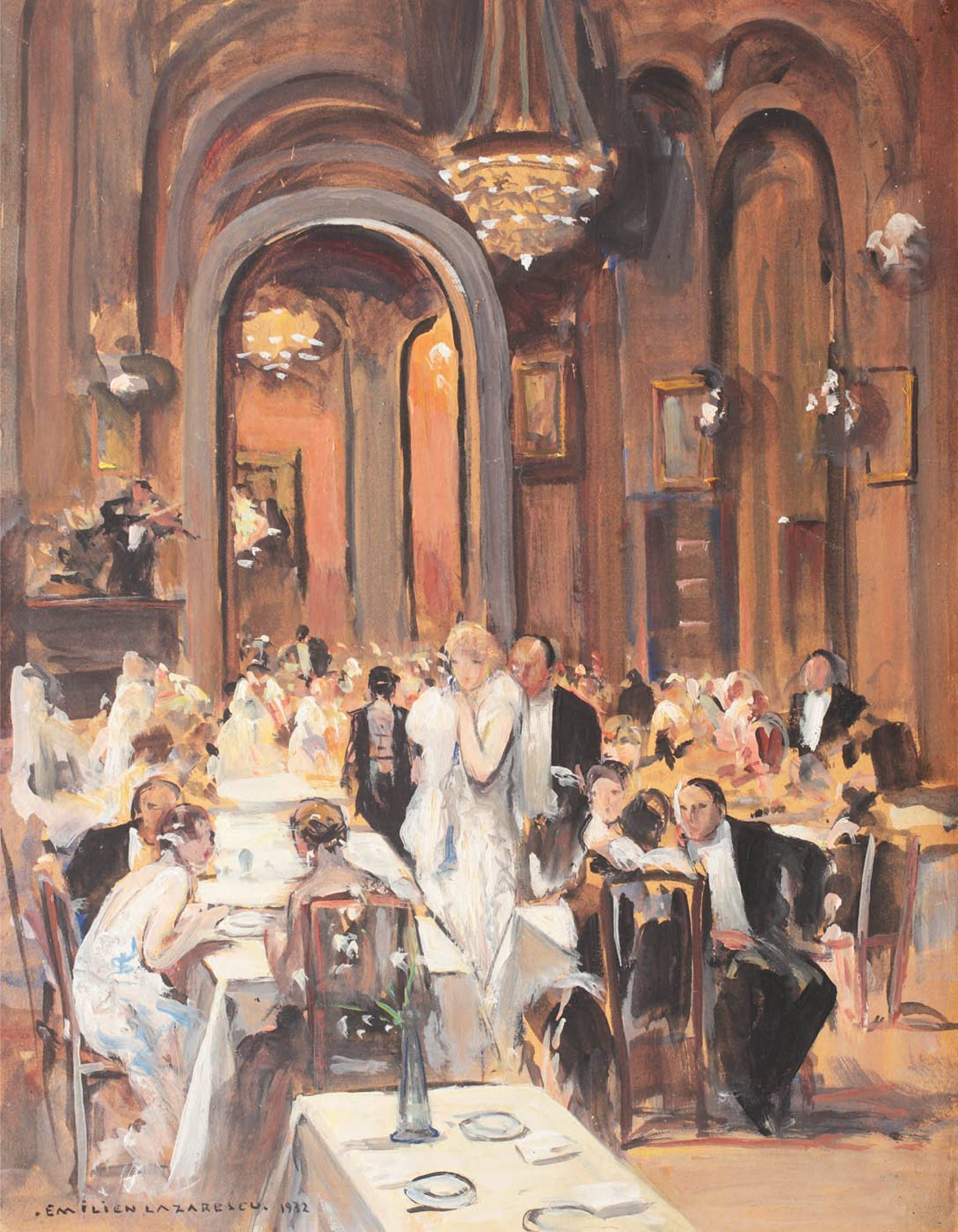
Serata pariziana
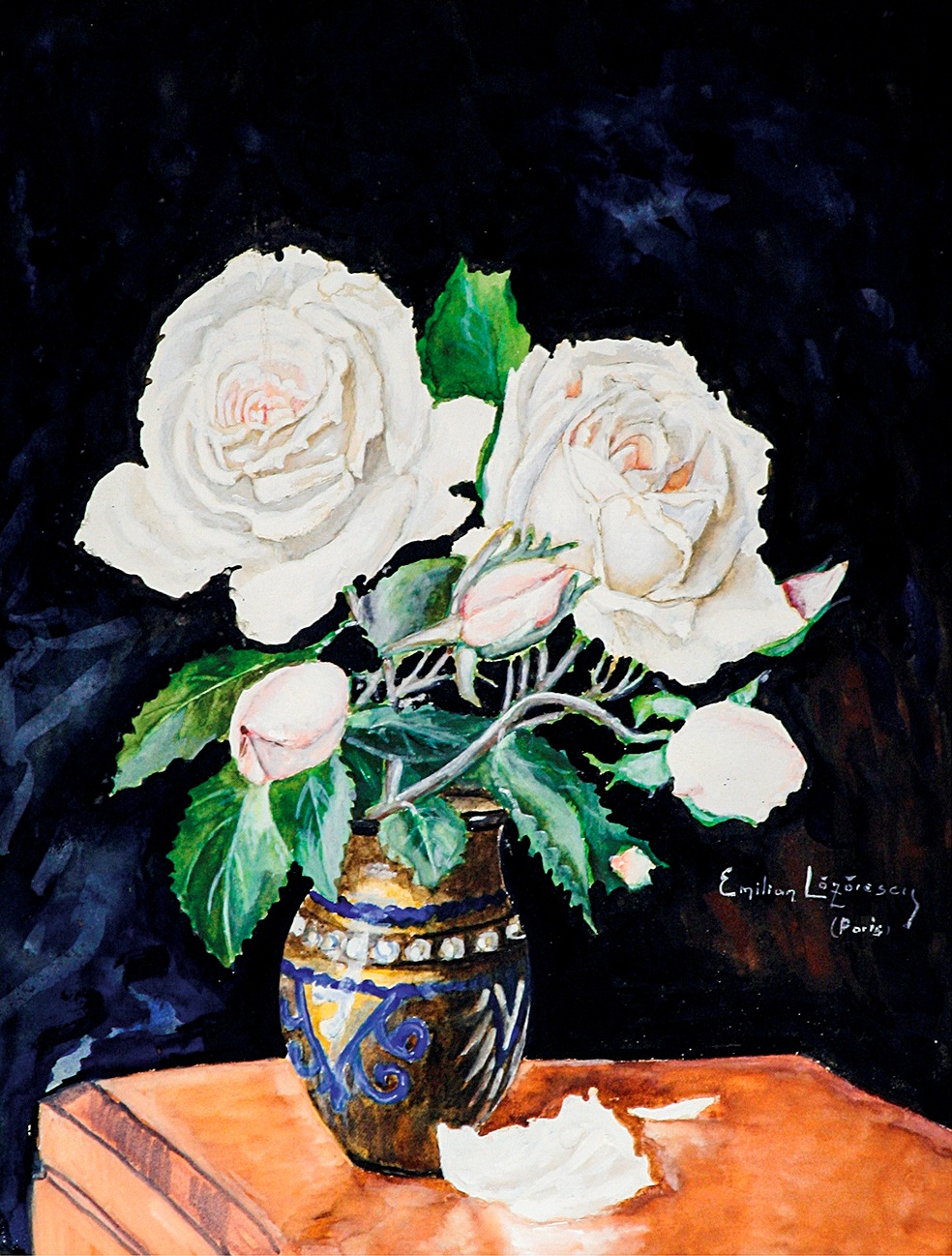
Trandafirii albi